# Banque nationale du Cambodge
Pour les autres articles nationaux ou selon les autres juridictions, voir Banque Nationale.
La Banque nationale du Cambodge, surnommée la « Banque Rouge », dont le siège est à Phnom Penh, est la banque centrale du Cambodge. Son rôle est la gestion du Riel.

## Historique
Elle a été créée le 23 décembre 1954, après l'indépendance du pays. Dès le départ, elle imprime sa propre devise, le riel, afin de totalement s’affranchir de l’alliance monétaire qui l’unissait jusque-là aux devises du Laos et du Viêt Nam. Cela contribua surtout à la mise en place du système bancaire local permettant aux banques d’état et privées d’opérer affranchies de toute tutelle étrangère sur le territoire cambodgien.
En 1964, afin de se conformer à la politique économique du Sangkum Reastr Niyum, la banque nationale du Cambodge passa d’un statut d’institution semi-autonome à celui de service public, alors que toutes les banques privées durent fermer et que le gouvernement créa plusieurs banques d’État telles la banque Inadanjati, la banque de développement ou la banque rurale agricole.
De la fin de 1970 à avril 1975, le pouvoir libéralisa à nouveau le système bancaire et des banques privées réapparurent à côté de celles d’État, sous le contrôle et la supervision de la Banque Nationale du Cambodge.
La suppression du système bancaire fut l’une des premières mesures prises dès le 17 avril 1975, lorsque les khmers rouges prirent le pouvoir à Phnom Penh. La banque nationale dut fermer ses portes et son bâtiment fut dynamité. Le papier monnaie devint du jour au lendemain inutilisable.
Le 10 octobre 1979, la banque populaire du Kampuchéa, plus simplement appelée "Banque du Cambodge", fut rétablie en tant que banque centrale nationale par le sous-décret no 1211 du conseil révolutionnaire populaire cambodgien.
La tâche de réhabilitation était loin d’être aisée. Le pays ne disposait alors plus d’aucune ressource financière et peu de personnes expérimentées. Les intellectuels qui avaient pu miraculeusement réchapper aux massacres étaient réticents à se faire connaître car un retour des partisans de Pol Pot aux affaires de l’État était encore possible. Toutefois, grâce à un travail d’arrache-pied et malgré le climat de pauvreté et d’insécurité ambiante, la banque redevint opérationnelle.
Avant que le bâtiment ne fût reconstruit en 1990, le siège social occupa le dernier étage de la banque du commerce. La banque populaire du Kampuchéa mit en place les structures de direction et étendit ses services à l’ensemble du pays grâce à 20 agences provinciales.
Le 20 mars 1980, les billets de banque réapparurent afin de régler les dépenses de la vie quotidienne et le paiement des salaires des fonctionnaires.
Dans les années 1980, le système financier étant mono-bancaire, la banque populaire du Kampuchéa devait :
- suivre la politique monétaire
- gérer les avoirs de l'État
- assurer les services bancaires courants tels que le crédit, le dépôt et un système de paiement.

À partir de 1989, le système bancaire fut progressivement réformé et les agences transformées en entités économiquement indépendantes dans leurs secteurs respectifs, la banque populaire du Kampuchéa conservant son rôle de gestionnaire monétaire et se limitant à superviser ces nouvelles banques.
En 1991, une première banque commerciale, la Cambodia Commercial Bank, ou CBB, est créée avec des capitaux de l’État, pour attirer les investisseurs et servir les activités de l’autorité provisoire des Nations unies au Cambodge (APRONUC).
Le 30 janvier 1992, l’assemblée nationale adopte une loi qui modifie le nom et le rôle de la banque. La banque populaire du Kampuchéa devient la Banque Nationale du Cambodge et la loi est promulguée par le Conseil d’État le 8 février 1992.
Les accords de paix de Paris du 23 octobre 1991 marquent un tournant politique et voit le pays se tourner de l’économie planifiée vers celle de marché. Les banques commerciales privées furent à nouveau autorisées sous la forme de filiales d’établissements étrangers et pour peu qu’elles se conforment aux lois locales. Cela obligea la banque nationale à renforcer son rôle et à conduire la définition de certaines lois dont les plus importantes sont :
- celle définissant les missions de la Banque nationale du Cambodge, adoptée le 26 janvier 1996 par l’Assemblée nationale.
- celle sur le marché des changes, adoptée le 22 août 1997.
- celle sur les institutions financières et bancaires, adoptée le 18 novembre 1999

## Missions
Les fonctions de la Banque Nationale du Cambodge sont définies essentiellement par la loi du 26 janvier 1996 comme suit :
1. Fixer en coopération avec le gouvernement les objectifs de la politique monétaire en tenant compte des impératifs économiques et financiers du royaume.
2. Elaborer, mettre en place et contrôler l’exécution des directives monétaires nécessaires à atteindre les objectifs préalablement déterminés.
3. Mener régulièrement des analyses économiques et monétaires, en rendre les résultats publics et soumettre des propositions et des mesures au gouvernement.
4. Autoriser, interdire, réguler et superviser les banques, institutions financières et autres établissements tels les cabinets d’audit ou de liquidation de biens.
5. Surveiller les systèmes de paiement du royaume et améliorer les transferts interbancaires.
6. Agir comme le seul émetteur de la monnaie fiduciaire locale nationale.
7. Engager et effectuer, au nom du royaume, toute transaction résultant de la participation du Cambodge à des instances internationales œuvrant dans les domaines monétaires, bancaires et de crédit.
8. Etablir la balance des paiements.
9. Participer à la gestion de la dette extérieure et des plaintes y afférentes.
10. Participer à la formation et au contrôle de la monnaie fiduciaire et des marchés financiers.
11. Autoriser, interdire, réguler et superviser tous les intervenants opérant dans les domaines boursiers, des marchés des changes, des pierres et des métaux précieux.
12. Fixer les taux d’intérêt.